# Џамија Фетхија (Бихаћ)
Џамија Фетхија је џамија и некадашња католичка црква Светог Антуна Падованског. Налази се у Бихаћу, направљена је 1266. године, а у џамију је претворена после 1592. године. Проглашена је националним спомеником Босне и Херцеговине.

## Опште информације
Верски објекат је направљен 1266. године у готичком стилу као црква, а данас је једна од ретких европских џамија овог стила. Доласком Османлија на подручје Бихаћа, црква Светог Антуна Падованског се преуређује у главну џамију у граду и добија назив „Фетхија”, што значи освојена.
Џамија Фетхија сматра се најстаријом грађевином готичког стила у Босни и Херцеговини, а због своје специфичне архитектуре утицала је на обликовање џамија у Босанској Крајини, које одликује нешто издуженији молитвени простор, издужени прозори и махфил на два нивоа. Звоник направљен у готичком стилу служио је као минарет до 1863. године, када је због дотрајалости срушен и замењен садашњим, који је направљен на месту звоника од исте врсте камена бихацита. Основа постемента минарета је правоугла, димензије постамента су 2,73 х 1,55 м. Венци и шерефе минарета су декорисани, као и његов врх.
Код улаза у објекат формиран је махфил дубок 6 м, подељен на два нивоа. Махфил је изведен у дрвеној конструкцији и ослања се на шест стубова са седлима који су постављени у три попречна реда и две етаже.
У јулу 2003. године Фетхија џамија са харемом, девет гробнох плоча и натписима проглашена је за национални споменик Босне и Херцеговине.